# NGC 5124
NGC 5124 = IC 4233 ist eine elliptische Galaxie mit aktivem Galaxienkern (LINER-type) vom Hubble-Typ E6 im Sternbild Zentaur am Südsternhimmel. Sie ist schätzungsweise 172 Millionen Lichtjahre von der Milchstraße entfernt und hat einen Durchmesser von etwa 115.000 Lichtjahren.

Im selben Himmelsareal befinden sich die Galaxien NGC 5126, NGC 5135, IC 4247, IC 4248.
Das Objekt wurde zweimal entdeckt; zuerst am 5. Mai 1834 von John Herschel mit einem 18-Zoll-Spiegelteleskop, der bei zwei Beobachtungen „eF, S, lE“ und „vF, S, E“ notierte (geführt als NGC 5124). Die zweite Entdeckung folgte am 31. Dezember 1897 durch Lewis A. Swift (geführt als IC 4233).